# Liste der Monuments historiques in Mériel
Die Liste der Monuments historiques in Mériel führt die Monuments historiques in der französischen Gemeinde Mériel auf.

## Liste der Bauwerke
| Bezeichnung               | Beschreibung | Standort | Kennzeichnung | Schutzstatus | Datum | Bild           |
| ------------------------- | ------------ | -------- | ------------- | ------------ | ----- | -------------- |
| Ehemaliges Kloster Le Val |              | (Lage)   | PA00080123    | Classé       | 1947  | weitere Bilder |

## Liste der Objekte
- Monuments historiques (Objekte) in Mériel in der Base Palissy des französischen Kultusministeriums